# بیر، دون
بیر، دون (به انگلیسی: Beer, Devon) یک روستا و محله مدنی در بریتانیا است که در ایست دون واقع شده‌است. بیر ۶٫۷ کیلومتر مربع مساحت و ۱٬۳۱۷ نفر جمعیت دارد.